# Planinska kavka
Planinska kavka (znanstveno ime Pyrrhocorax graculus) je evrazijska ptica, dobra jadralka, iz družine vranov (Corvidae).
Ptica je velika 37-39 cm - tj. približno enako velika kot kavka (Corvus monedula). Kljun je rumen in krajši od glave, noge pa so rdeče. Perje je bleščeče črno modro. Značilno oglašanje je »skri«, »ciop«, vznemirjena »kraa«.
Stalno naseljuje strma gorska pobočja nad gozdno mejo v evropskem visokogorju, tako jo najdemo v severni Španiji, Pirenejih, Alpah, Apeninih, Korziki, Sloveniji, južnem Balkanu pa tudi v osrednji Aziji in Indiji.
Hrani se z žuželkami, polži, jagodičjem, sadjem, brsti, semeni in drugimi biološkimi odpadki.
Gnezdi v skalnih razpokah. Gnezdo je iz suhljadi, postlano z vlakni, dlako in perjem. Letno ima en zarod; samica izleže 3-5 belkastih jajc z rjavkastimi in svetlo sivimi lisami. Valilna doba je 14–21 dni. Vali samica, za gnezdomne mladiče skrbi tudi samec.